# Nephila kuhlii
Nephila kuhlii is een spinnensoort uit de familie van de wielwebspinnen (Araneidae).
De wetenschappelijke naam van de soort werd in 1859 als Epeira kuhlii gepubliceerd door Carl Ludwig Doleschall.